# 65657 Hube
65657 Hube è un asteroide della fascia principale. Scoperto nel 1982, presenta un'orbita caratterizzata da un semiasse maggiore pari a 2,6421113 UA e da un'eccentricità di 0,2746048, inclinata di 11,61098° rispetto all'eclittica.
L'asteroide è dedicato all'astronomo canadese Douglas P. Hube.